# Делейни, Марк
Марк Энтони Делейни (англ. Mark Anthony Delaney; род. 13 мая 1976, Хаверфордуэст, Уэльс) — валлийский футболист, защитник. Наиболее известен как игрок английского клуба «Астон Вилла» и сборной Уэльса.

## Карьера
Делейни завоевал любовь болельщиков «Кармартен Таун», став капитаном команды всего в 20 лет. После этого 1 июня 1998 года он переехал в город Кардифф по свободному трансферу. Он в общей сложности сыграл 35 матчей за «Кардифф Сити», после чего 9 марта 1999 года его приобрёл клуб «Астон Вилла» за 250 000 фунтов стерлингов.
Он провёл 193 матча за «Астон Виллу» во всех турнирах, забив два мяча — клубу «Уотфорд» 24 августа 1999 года и клубу «Эвертон» 26 декабря 2005 года.
Он сыграл 36 матчей за сборную Уэльса.
Делейни был вынужден закончить карьеру из-за травмы колена. Для лечения он обратился к американскому специалисту доктору Ричарду Стедману. Поскольку у Делейни летом 2007 года закончился контракт с клубом, он надеялся быстро восстановиться, чтобы в условиях высокой популярности у болельщиков договориться о новом контракте с главным тренером команды Мартином О’Нилом. Но после медицинского обследования 15 августа 2007 года он объявил об окончании спортивной карьеры.
В декабре 2007 года Делейни вернулся в «Астон Виллу» в качестве тренера молодёжной команды.